# Partido Socialista Democrático (Japón)
El Partido Socialista Democrático (民主社会党 Minshu Shakai-tō?,  posteriormente simplificado a 民社党 Minsha-tō) fue un partido político japonés de ideología socialdemócrata, creado a partir de una escisión del Partido Socialista de Japón.

## Historia
El Partido Socialista Democrático (PSD) fue creado a partir de una escisión del sector Partido Socialista de Japón (PSJ), en su mayoría formado por miembros pertenecientes al ala moderada del PSJ. Este sector ya se había separado del partido entre 1948 y 1955, pero después de 1960 se separaron definitivamente, constituyéndose en un partido nuevo. El PSD abogaba por la socialdemocracia y fue admitido miembro de la Internacional Socialista. El partido apoyaba el establecimiento de un estado del bienestar, se oponía al totalitarismo, y apoyaba mantener unas estrechas relaciones diplomáticas con Estados Unidos, a diferencia de otros partidos izquierdistas japoneses.
El PSD estaba fuertemente apoyado por la confederación sindical de trabajadores Dōmei. También contó con el apoyo de muchos intelectuales japoneses de corte progresista, que veían en él un partido moderado, progresista, reformista y una alternativa a los comunistas.
El partido comenzó a perder apoyo popular durante los años 1980, especialmente después de que se supiera que su presidente Tsukumoto Saburō se viera implicado en el escándalo Recruit. A esto se uniría la pérdida del apoyo sindical a comienzos de los años 1990, tras la desaparición del Dōmei. La pérdida de apoyo electoral no impidió que tras las elecciones de 1993 el PSD entrara en un gobierno de coalición anti-PLD junto a otros partidos que incluían al PSJ y fuerzas conservadoras. Sin embargo, el partido salió muy desgastado de este gobierno. En medio de la crisis interna, el partido se disolvió y acabó integrado en el Partido de la Nueva Frontera.
La organización juvenil del partido llegó a formar parte de la Unión Internacional de Juventudes Socialistas.

## Resultados electorales

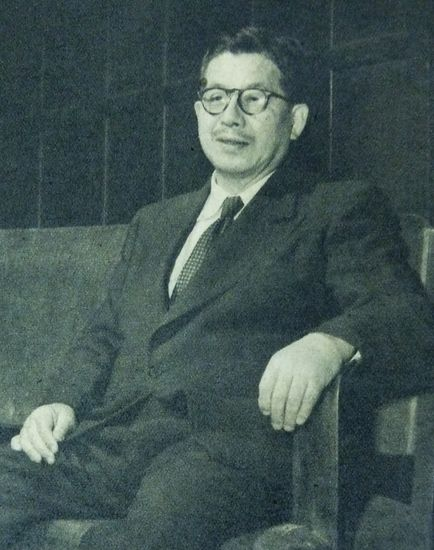
Tetsu Katayama, antiguo líder del PSJ, se acabó integrando en el Partido Socialista Democrático.

Cámara de Representantes
| Elecciones | # de votos     | % de votos | # de escaños | ±- | Gobierno  |
| ---------- | -------------- | ---------- | ------------ | -- | --------- |
| 1960       | 3.464.147 (#3) | 8,77%      | 17/467       |    | Oposición |
| 1963       | 3.023.302 (#3) | 7,37%      | 23/467       | 6  | Oposición |
| 1967       | 3.404.463 (#3) | 7,40%      | 30/486       | 7  | Oposición |
| 1969       | 3.636.590 (#4) | 7,74%      | 31/486       | 1  | Oposición |
| 1972       | 3.660.953 (#5) | 6,98%      | 19/491       | 12 | Oposición |
| 1976       | 3.554.075 (#5) | 6,28%      | 29/511       | 10 | Oposición |
| 1979       | 3.663.691 (#5) | 6,78%      | 35/511       | 6  | Oposición |
| 1980       | 3.896.728 (#5) | 6,60%      | 32/511       | 3  | Oposición |
| 1983       | 4.129.907 (#5) | 7,27%      | 38/511       | 6  | Oposición |
| 1986       | 3.895.858 (#5) | 6,44%      | 26/512       | 12 | Oposición |
| 1990       | 3.178.949 (#5) | 4,84%      | 14/512       | 12 | Oposición |
| 1993       | 2.205.682 (#7) | 3,51%      | 15/511       | 1  | Coalición |